# Amahuaka setigera
Amahuaka setigera är en insektsart som beskrevs av Young 1965. Amahuaka setigera ingår i släktet Amahuaka och familjen dvärgstritar. Inga underarter finns listade i Catalogue of Life.